# Abhinanda
Abhinanda fou un grup suec de música hardcore punk actiu des de l'any 1992 fins al 1999 (amb reunions breus el 2004 i de 2009 a 2010).
Abhinanda publicà 3 discos i formà part de l'escena hardcore de la ciutat d'Umeå com Refused i Final Exit. Tots els membres del grup eren straight edge.

## Membres
Formació final
- José Saxlund - veu (1992–1999, 2004, 2009–2010, 2012)
- Mattias Abrahamson - baix (1992–1999, 2004, 2009–2010, 2012)
- Pär Hansson - guitarra (1995–1999, 2004, 2009–2010, 2012)
- Daniel Berglund - bateria (1996–1999, 2004, 2009–2010, 2012)
- Nicklas Rudolfsson - guitarra (1997–1999, 2004, 2009–2010, 2012)

Membres anteriors
- Kristofer Steen - guitarra (1993–1994)
- Jonas Lyxzén - bateria (1992–1995)
- Adam Nilsson - guitarra (1992–1997)
- Jakob Nystrom - teclats (1998–1999)

## Discografia
Àlbums d'estudi
- Senseless (1994)
- Abhinanda (1996)
- The Rumble (1999)

EP
- Darkness of Ignorance (1993)
- Neverending Well of Bliss (1995)

Split
- Unbroken / Abhinanda (1998)

Singles
- Junior (1999)

Recopilacions
- Kizuna (2009)[2]